# Graphania angusta
Graphania angusta là một loài bướm đêm trong họ Noctuidae.